# Първи български окупационен корпус
Първи български окупационен корпус е българско военновременно формирование през Втората световна война на територията на Сърбия, Моравско и Македония.

## Формиране
Съгласно известната Спогодба Клодиус-Попов от 1941 г. България поема ангажимент да замени германските войски на територията на Сърбия и старите български екзархийски области. В двойствено положение попадат Беломорска Тракия, Македония и Поморавието, които българите обявяват на своя глава за част от Царството.
Първоначално за заемане на Македония и Пиротско българското военно командване формира нова – Пета българска армия начело с генерал Никола Михов. Тя е съставена от най-близко разположените съединения на българска територия – Шеста Бдинска и Седма Рилска пехотни дивизии плюс Първа Бърза Кавалерийска Дивизия, като са им придадени още части и формирования. Заемането на територията, която следва да бъде част България започва на 19 април 1941 г. и приключва до 28 май 1941 г., войската фактически не навлиза отвъд сръбски граници преди Балканската война с изключение на част от Пиротско, което е смятано за традиционно български край.
С оглед по-добро управление на тези части и в отговор на немските изисквания за българска окупация в Сърбия, по предложение на Генералния щаб, към Министъра на войната и Двореца е формиран Първи окупационен корпус под командването на генерал-лейтенант Асен Николов и началник-щаб полковник Стойко Иванов в състав: Щаб, 6 Бдинска и 17 Щипска (Сборна) дивизии, по късно са придадени 21 Пехотна Дивизия и едно Cборно ято (ескадрила) 7 щурмови изтребителя Avia B-534 „Доган“ от летищата Божурище и Враждебна – общо около 23 000 души.

## Задачи и боен път
През януари 1942 г. немците настоятелно изискват поемане на по-сериозни ангажименти и да бъде заета цялата Нишка област по течението на река Българска Морава. За изпълнение на тази задача е формиран Първи корпус в посочения състав. Транспортирането му и заемането на районите на дислокация започва на 7 януари 1942 г. и завършва към 15-и същия месец. Командния пункт на Щаба е разположен в Нишка баня, 6 ПД – в Кюприя, 17 СД – Прокупле, 21 ПД в Ниш, самолетното ято – на летище Ниш, откъдето изпълнява бойни полети срещу югославските партизани. При един от тях с огън от земята е свалена една машина, чийто пилот К. Пецев оцелява.
През 1942 г. мястото на 6 ПД е заето от 9 ПД, а 7 ПД е заменена от 17 Щипска дивизия. През февруари 1942 г. командира на корпуса отказва да разстреля по заповед на германците 1084 сръбски заложници в Ниш и Крагуевац. Най-значителната акция, в която вземат участие сили на корпуса е Операция Копаоник. По време на тази операция през октомври 1942 силите на Вермахта (7-а СС доброволческа планинска дивизия Принц Ойген) и помощни части от българската 9-а пехотна дивизия напълно разгромяват съсредоточилите се в Расински окръг, и по-точно в района на планините Копаоник, Гоч и Ястребац атакуващи съюзните сили и застрашаващи оловно-цинковия рудник Трепча сръбски четници, командвани от майор Драгутин Кесерович. Последният е бивш комендант на същия окръг и успява да се спаси по чудо, като губи убити половината си хора (700 четници) и голям брой пленени. Областта е напълно очистена от четници и спокойствието е трайно възстановено.
По нареждане на немското командване през 1943 г. зоната на отговорност за корпуса е разширена чувствително и фактически обхваща цяла Сърбия на изток и юг от Белград и в Косово. Първо през януари е увеличена на запад, като е включена областта на Чачак и течението на река Сръбска Морава, а през юли и на север по течението на река Велика Морава до самите окрайнини на сръбската столица, но без самия град. През 1943 г. съставът на корпуса е 7-а, 9-а, 21-ва, 22-ра, 24-та, 25-а, 27-а ПД, като от август 1944 г. е усилен и с 6-а ПД. Личният състав към 21 август възлиза на 33 635 души. Увеличението е свързано с голямото разширение на полосата на действие на корпуса. Корпусът започва изтегляне от Сърбия на 26 август 1944 г. Останалите шест самолета от самолетното ято са унищожени при американска бомбардировка на летище Ниш на 21 август 1944 г., малко преди да бъдат пребазирани обратно в България.
На 4 септември 1944 г. след като става ясно, че земеделското правителство на Константин Муравиев ще обяви война на Райха, щабът начело с командира на корпуса генерал Асен Николов е пленен от немската първа планинска дивизия заедно с част от съединенията на корпуса, които са разоръжени от германците. Останалата част от личния състав се оттегля към старите предели на страната, като при отстъплението си изоставя част от техниката и тежкото си въоръжение. Части от корпуса, които са пленени са откарани във военнопленнически лагери.

## Щат на корпуса
Към януари 1942 г. 1-ви български армейски корпус има следния щат:
| № | Поделения | Офицери               | Фелдфебели Деловодство Подофицери Чиновници | Канд. подофицери Ефрейтори Редници | Всичко                         | Забележка                   |
| - | --- | --------------------- | ------------------------------------------- | ---------------------------------- | ------------------------------ | --------------------------- |
| 1 | А. Командване Командир на корпуса Б. Щаб на корпуса, със свързочна рота и разузнавателно ято |                       |                                             | 1                                  | 1 414                          | Щаб: 70 Св. р.: 282 Ято: 62 |
| 2 | 6-а пехотна дивизия (без дивиз. т.к.дружина, една пехотна дружина и едно воз. артилерийско отделение) | 688                   | 1141                                        | 10077                              | 11556                          |                             |
| 3 | 17-а пехотна дивизия в състав: Щаб на дивизията; 13 пехотен полк 1 дружина от 3 пехотен полк 6-ва дивизионна т. картечна дружина 7-о товарно артилерийско отделение Сборна свързочна рота от 7-а дивизионна свързочна дружина | 13 89 21 18 20 5      | 9 277 68 62 46 28                           | 49 2257 638 427 665 249            | 71 2623 727 506 731 282        |                             |
| 4 | 21-ва пехотна дивизия в състав: Щаб на дивизията и Щаб на 2-ри обл. полк Две пехотни дружини от 2-ри обл. полк Воз. оръдейно отделение от 2-ри дивизионен артилерийски полк Товарна оръдейна батарея от 4-то армейско товарно отделение 1-ва и 2-ра дружина от 6-и етапен полк Пиротска пехотна дружина Камионно отдлеение (15 камиона) Сборна свързочна рота от 7-а дивизионна свързоочна дружина | 13 42 17 20 38 21 – 5 | 9 136 46 120 68 1 28                        | 49 1276 488 665 754 638 31 249     | 71 1454 551 731 912 727 32 282 |                             |

## Командири
- Генерал-майор (ген.л-т. от 1943) Асен Николов (11 април 1942 – 4 септември 1944)
- Генерал-майор Иван Попов (14 септември 1944 – 23 септември 1944)